# Shameless (serie de televisión británica)
Shameless es una serie de televisión transmitida en el Channel 4 premiada por los premios BAFTA a la mejor serie de drama británica. Fue creada y escrita en parte por Paul Abbott, quien también fungió como productor ejecutivo. En España, la serie fue parcialmente doblada al español, pero solo se doblaron y emitieron las dos primeras temporadas.

## Sinopsis
Cuenta la vida de la disfuncional familia Gallagher, integrada por el padre, Frank Gallagher (David Threlfall), y sus seis hijos. Todo transcurre en un barrio ficticio, un suburbio obrero llamado Chatsworth Estate, ubicado en las afueras de Mánchester. El padre es un sujeto alcohólico y aficionado a las drogas que se queda a cargo de la educación de sus niños después de que su mujer Mónica (Annabelle Apsion) lo abandone por otra mujer, Norma (Dystin Johnson).
Pero lo cierto es que él no está a cargo de nada y mucho menos de sí mismo. No tiene un trabajo estable y suele llegar alcoholizado a casa todos los días. El cuadro, se mire por donde se mire, es patético, pero la serie cuenta con dosis de ternura y mucho humor británico. Fiona (Anne-Marie Duff), la hija mayor a cargo de la casa, Lip (Jody Latham) e Ian (Gerard Kearns), que es gay y que no quiere que el tema trascienda, completan el cuadro familiar junto con Carl (Elliott Tittensor), Debbie (Rebecca Ryan) y Liam (Johnny Bennett).

## Elenco
| Actor                | Personaje          | Appearances      | Appearances | Appearances | Appearances | Appearances | Appearances | Appearances | Appearances | Appearances | Appearances | Appearances |  |
| Actor                | Personaje          | 1                | 2           | 3           | 4           | 5           | 6           | 7           | 8           | 9           | 10          | 11          |  |
| -------------------- | ------------------ | ---------------- | ----------- | ----------- | ----------- | ----------- | ----------- | ----------- | ----------- | ----------- | ----------- | ----------- |  |
| William H. Macy      | Frank Gallagher    | Principal        | Principal   | Principal   | Principal   | Principal   | Principal   | Principal   | Principal   | Principal   | Principal   | Principal   |  |
| Emmy Rossum          | Fiona Gallagher    | Principal        | Principal   |             |             |             |             |             |             |             |             | Invitado    |  |
| Jeremy Allen White   | Lip Gallagher      | Principal        | Principal   | Principal   | Principal   | Invitado    |             |             |             |             |             | Recurrente  |  |
| Cameron Monaghan     | Ian Gallagher      | Principal        | Principal   | Principal   | Principal   | Principal   | Principal   | Principal   |             |             |             |             |  |
| Ethan Cutkosky       | Carl Gallagher     | Principal        | Principal   | Principal   | Principal   | Principal   | Principal   | Principal   | Principal   | Principal   |             | Invitado    |  |
| Emma Kenney          | Carl Gallagher     | Debbie Gallagher | Principal   | Principal   | Principal   | Principal   | Principal   | Principal   |             |             |             |             |  |
| Christian Isaiah     | Liam Gallagher     | Principal        | Principal   |             |             |             |             |             |             |             |             |             |  |
| Johnny Bennett       | Liam Gallagher     |                  |             | Principal   | Principal   | Principal   | Principal   | Principal   | Recurrente  |             |             |             |  |
| James McAvoy         | Steve McBride      | Principal        | Principal   |             |             |             |             |             |             |             |             |             |  |
| Maggie O'Neill       | Sheila Jackson     | Principal        | Principal   | Principal   | Principal   |             |             |             |             |             |             |             |  |
| Rebecca Atkinson     | Karen Maguire      | Principal        | Principal   | Principal   | Principal   | Principal   | Principal   | Principal   | Principal   | Principal   | Principal   | Principal   |  |
| Dean Lennox Kelly    | Kev Ball           | Principal        | Principal   | Principal   | Invitado    |             |             |             | Invitado    |             |             | Invitado    |  |
| Maxine Peake         | Veronica Ball      | Principal        | Principal   | Principal   | Invitado    |             |             |             |             |             |             |             |  |
| Chris Bisson         | Kash Karib         | Principal        | Principal   | Recurrente  | Recurrente  |             | Invitado    |             |             |             |             |             |  |
| Kelli Hollis         | Yvonne Karib       | Principal        | Principal   | Principal   | Principal   | Principal   | Principal   | Recurrente  |             |             |             | Invitado    |  |
| Anthony Flanagan     | Tony               | Principal        | Principal   | Principal   |             |             |             |             |             |             |             |             |  |
| Lindsey Dawson       | Jez                | Principal        | Principal   | Principal   | Principal   |             |             |             |             |             |             |             |  |
| Marjorie Yates       | Carol Fisher       | Invitado         | Principal   | Principal   | Principal   |             |             |             |             |             |             |             |  |
| Jack Deam            | Marty Fisher       | Invitado         | Principal   | Principal   | Invitado    |             |             |             | Principal   | Principal   | Principal   | Recurrente  |  |
| Samantha Siddall     | Mandy Maguire      | Invitado         | Principal   | Principal   | Principal   | Principal   | Principal   |             | Invitado    |             |             |             |  |
| Annabelle Apsion     | Monica Gallagher   | Recurrente       |             | Invitado    | Principal   | Principal   | Principal   |             | Recurrente  |             |             | Recurrente  |  |
| Dystin Johnson       | Norma Starkey      | Recurrente       |             | Invitado    | Principal   | Principal   | Principal   |             |             |             |             |             |  |
| Warren Donnelly      | Stan Waterman      | Recurrente       | Principal   | Principal   | Principal   | Principal   | Principal   | Recurrente  |             |             |             |             |  |
| Alice Barry          | Lillian Tyler      |                  | Principal   | Principal   | Principal   | Principal   | Principal   | Principal   | Principal   | Principal   | Principal   | Principal   |  |
| Sean Gilder          | Paddy Maguire      |                  | Invitado    | Invitado    | Principal   | Principal   | Principal   | Principal   |             |             |             |             |  |
| Tina Malone          | Mimi Tutton        |                  | Invitado    | Invitado    | Principal   | Principal   | Principal   | Principal   | Principal   | Principal   | Principal   | Principal   |  |
| Chris Coghill        | Craig Garland      |                  | Principal   | Invitado    |             |             |             |             |             |             |             |             |  |
| Gillian Kearney      | Sue Garland        |                  | Principal   | Principal   | Invitado    |             |             |             |             |             |             |             |  |
| Sally Carman         | Kelly Maguire      |                  | Recurrente  | Recurrente  | Recurrente  | Principal   | Principal   | Principal   | Principal   | Principal   | Principal   | Recurrente  |  |
| Nicky Evans          | Shane Maguire      |                  |             | Recurrente  | Principal   | Principal   | Principal   | Principal   | Principal   | Principal   | Principal   | Principal   |  |
| Ciarán Griffiths     | Micky Maguire      |                  |             |             | Principal   | Principal   | Principal   | Principal   | Principal   | Principal   |             |             |  |
| Michael Legge        | Tom O'Leary        |                  |             |             | Principal   | Principal   | Principal   |             |             |             |             |             |  |
| Aaron McCusker       | Jamie Maguire      |                  |             |             | Primcy      | Primcy      | Primcy      | Primcy      | Primcy      | Primcy      | Primcy      | Primcy      |  |
| Amanda Ryan          | Carrie Rogers      |                  |             |             | Principal   | Principal   | Principal   |             |             |             |             |             |  |
| Qasim Akhtar         | Chesney Karib      |                  |             |             | Invitado    | Principal   | Principal   | Principal   | Principal   | Principal   | Principal   | Principal   |  |
| Sarah Patel          | Meena Karib        |                  |             |             | Invitado    | Principal   | Principal   |             |             |             |             |             |  |
| Ben Batt             | Joe Pritchard      |                  |             |             |             |             | Principal   | Principal   |             |             |             |             |  |
| Joanna Higson        | Maxine Donnelly    |                  |             |             |             |             | Principal   | Principal   |             |             |             |             |  |
| Philip Hill-Pearson  | Bruce Donnelly     |                  |             |             |             |             |             | Principal   |             |             |             |             |  |
| Pauline McLynn       | Libby Croker       |                  |             |             |             |             |             | Principal   | Principal   |             |             |             |  |
| Valerie Lilley       | Patty Croker       |                  |             |             |             |             |             | Principal   | Principal   | Principal   | Principal   |             |  |
| Michael Taylor       | Billy Tutton       |                  |             |             |             |             |             | Recurrente  | Principal   | Principal   | Principal   | Principal   |  |
| Karen Bryson         | Avril Powell       |                  |             |             |             |             |             |             | Principal   | Principal   | Principal   | Principal   |  |
| Emmanuel Ighodaro    | Jackson Powell     |                  |             |             |             |             |             |             | Principal   | Principal   | Principal   |             |  |
| Kira Martin          | Letitia Powell     |                  |             |             |             |             |             |             | Principal   | Principal   | Principal   | Principal   |  |
| Robbie Conway        | Aidan Croker       |                  |             |             |             |             |             |             | Principal   | Principal   | Principal   | Principal   |  |
| Aysha Kala           | Sita Desai         |                  |             |             |             |             |             |             | Principal   |             |             |             |  |
| Angeline Ball        | Gloria Meak        |                  |             |             |             |             |             |             |             | Principal   | Principal   | Recurrente  |  |
| Kari Corbett         | Ruby Hepburn       |                  |             |             |             |             |             |             |             | Principal   | Principal   |             |  |
| Stephen Lord         | Dominic Meak       |                  |             |             |             |             |             |             |             | Principal   | Principal   | Recurrente  |  |
| Nikita Brownlee      | Stella Gallagher   |                  |             |             |             |             |             |             |             |             |             | Principal   |  |
| Jacqueline Boatswain | Patreesha St. Rose |                  |             |             |             |             |             |             |             |             |             | Principal   |  |
| Adelle Leonce        | Mary-Mae St. Rose  |                  |             |             |             |             |             |             |             |             |             | Principal   |  |
| Sarah Totty          | Sherilee           |                  |             |             |             |             |             |             |             |             |             | Principal   |  |
| Sue Vincent          | Derilee            |                  |             |             |             |             |             |             |             |             |             | Principal   |  |
| Jalaal Hartley       | Kassi Blanco       |                  |             |             |             |             |             |             |             |             |             | Recurrente  |  |
| Isy Suttie           | Esther Blanco      |                  |             |             |             |             |             |             |             |             |             | Principal   |  |
| Rhys Cadman          | Tam Blanco         |                  |             |             |             |             |             |             |             |             |             | Principal   |  |
| Lewis Hardaker       | Saul Blanco        |                  |             |             |             |             |             |             |             |             |             | Principal   |  |
| Jade Kilduff         | Thalia Blanco      |                  |             |             |             |             |             |             |             |             |             | Principal   |  |
| Thaila Zucchi        | Randall            |                  |             |             |             |             |             |             |             |             |             | Recurrente  |  |
| Moya Brady           | Remona             |                  |             |             |             |             |             |             |             |             |             | Principal   |  |